# Ribnjaci Crna Mlaka
Ribnjaci Crna Mlaka este o arie protejată (sit de importanță comunitară — SCI) din Croația întinsă pe o suprafață de 675,69 ha, integral pe uscat.

## Localizare
Centrul sitului Ribnjaci Crna Mlaka este situat la coordonatele 45°36′40″N 15°44′04″E / 45.611237°N 15.734497°E.

## Înființare
Situl Ribnjaci Crna Mlaka a fost declarat sit de importanță comunitară în iulie 2013 pentru a proteja 1 specie de plante și 4 specii de animale.

## Biodiversitate
Situată în ecoregiunea continentală, aria protejată conține 1 habitat natural: Ape stătătoare oligotrofe până la mezotrofe, cu vegetație de Littorelletea uniflorae și/sau de Isoëto-Nanojuncetea.
La baza desemnării sitului se află mai multe specii protejate:
- plante (1): Marsilea quadrifolia
- amfibieni (2): buhai de baltă cu burta roșie (Bombina bombina), izvoraș-cu-burta-galbenă (Bombina variegata)
- mamifere (1): vidră de râu (Lutra lutra)
- reptile (1): țestoasa de baltă (Emys orbicularis)

Pe lângă speciile protejate, pe teritoriul sitului au mai fost identificate 1 specie de nevertebrate.